# Ju Ain
Ju Ain (hangul: 유아인, handzsa: 劉亞仁, RR: Yu Ain; ismert latin betűs írással Yoo Ah-in, 1986. október 6.–) dél-koreai színész. A Sungkyunkwan Scandal  című sorozattal lett ismert 2010-ben, majd olyan filmekben játszott, mint a Punch (2011), a Secret Love Affair (2014), a Veterán (2015) vagy A trón (2015).

## Pályafutása
Om Hongsik (Eom Hong-sik) néven született Tegu (Daegu)ban, a középiskolát nem fejezte be, hogy a színészettel foglalkozhasson. A Sharp 1 című televíziós sorozatban debütált 2003-ban. Játszott eltévedt tinit az indie Boys of Tomorrow-ban, magányos harcost a Chil-woo the Mighty-ban, energikus péket az Antique című filmben, és pimasz asszisztenst a He Who Can't Marry című sorozatban.
Az áttörést a 2010-es népszerű Sungkyunkwan Scandal című történelmi sorozat hozta meg számára. Ezt a Punch című coming-of-age film követte, melyben első filmfőszerepét alakította kritikai és boxoffice-sikerrel. Filmbeli partnere, Kim Junszok (Kim Yun-seok) veterán színész akkor úgy nyilatkozott, tíz éven belül Ju (Yu) a koreai filmművészet egyik legnagyobb neve lesz. Következő munkáját, a Fashion Kinget azonban nem fogadta jól a közönség, különösen a vitatható végkifejlet miatt.
2013-ban a Jang Ok-jung, Living by Love című sorozatban Szukcsong (Sukjong) koreai királyt alakította. A sorozat a hirhedt Csang hibin (Jang huibin) királyi ágyas történetét dolgozza fel. Ju (Yu) pályafutása egyik legnagyobb kihívásaként tekintett a szerepre, azonban kiváló kritikákat kapott „érett, karizmatikus és sokszínű” színészi játékára.
Ezt követően a Tough as Iron című filmben egy kétkezi munkást alakított, aki demenciában szenvedő anyját gondozza. Később a The Satellite Girl and Milk Cow animációs filmben a hangját kölcsönözte egy szereplőnek.
2014-ben mellékszereplőként volt látható a Thread of Lies  című filmben, majd a Secret Love Affair című sorozatban alakított egy zongoristát, aki egy idősebb, férjezett asszonnyal folytat viszonyt.
2015-ben két igazi boxoffice-sikerben játszott, a Veterán című thrillerben egy korrupt, fiatal milliárdost, A trónban pedig a tragikus sorsú Szado (Sado) koronaherceget. Ugyanebben az évben kezdte el forgatni az 50 epizódos, Jungnjongi narusa című történelmi sorozatot, amelyben Thedzsong (Taejong) királyt alakította.

## Filmográfia

### Filmek
| Év   | Cím                               | Szerep                          | Megjegyzés                   |
| ---- | --------------------------------- | ------------------------------- | ---------------------------- |
| 2007 | Skeletons in the Closet           | Sim Jongthe (Shim Yong-tae)     |                              |
| 2007 | Boys of Tomorrow                  | Cson Csongde (Jeon Jong-dae)    |                              |
| 2008 | Antique                           | Jang Gibom (Yang Ki-beom)       |                              |
| 2009 | Sky and Ocean                     | Csingu (Jin-gu)                 |                              |
| 2011 | Punch                             | To Vanduk (Do Wan-deuk)         |                              |
| 2013 | Tough as Iron                     | Kang Cshol (Kang Cheol)         |                              |
| 2014 | The Satellite Girl and Milk Cow   | Ko Kjongcshon (Ko Gyeong-cheon) | animációs film, szinkronhang |
| 2014 | Thread of Lies                    | Cshu Szangbak (Chu Sang-bak)    |                              |
| 2015 | Veterán                           | Cso Theo (Jo Tae-oh)            |                              |
| 2015 | A trón                            | Szado (Sado) koronaherceg       |                              |
| 2016 | Like for Likes                    | No Dzsinu (No Jin-woo)          |                              |
| 2018 | Gyújtogatók (Burning)             | Csongszu (Jong-sool)            |                              |
| 2018 | Sovereign Default                 | Jun Csonghak (Yun Jeong-hak)    |                              |
| 2020 | \|#Túlélők (#Alive)               | Csunu (Jun-wu)                  |                              |
| 2020 | A csönd hangja (Voice of Silence) | Thein (Tae-in)                  |                              |

### Televíziós sorozatok
| Év   | Cím                             | Szerep                                                | Csatorna | Megjegyzés      |
| ---- | ------------------------------- | ----------------------------------------------------- | -------- | --------------- |
| 2003 | Sharp 1                         | Ju Ain (Yoo Ah-in) diák                               | KBS2     | vendégszerep    |
| 2004 | April Kiss                      | Fiatal Kang Dzseszop (Kang Jae-seop)                  | KBS2     |                 |
| 2005 | Siun & Szuha (Shi-eun & Soo-ha) | I Minszok (Lee Min-seok)                              | KBS2     | Drama City-rész |
| 2008 | Chil-woo the Mighty             | Hukszan / Kim Hjok (Heuksan / Kim Hyeok)              | KBS2     |                 |
| 2009 | He Who Can't Marry              | Pak Hjongju (Park Hyeon-kyu)                          | KBS2     |                 |
| 2010 | Sungkyunkwan Scandal            | Mun Dzsesin (Moon Jae-shin)                           | KBS2     |                 |
| 2012 | Fashion King                    | Kang Jonggol (Kang Young-geol)                        | SBS      |                 |
| 2013 | Jang Ok-jung, Living by Love    | Szukcsong (Sukjong) király                            | SBS      |                 |
| 2014 | Secret Love Affair              | I Szondzse (Lee Seon-jae)                             | jTBC     |                 |
| 2014 | Discovery of Love               | diák                                                  | KBS2     | cameo, 16. rész |
| 2015 | Six Flying Dragons              | I Bangvon (Lee Bang-won) (Thedzsong (Taejong) király) | SBS      |                 |
| 2016 | Descendants of the Sun          | Bankpénztáros                                         | KBS2     | cameo, 13. rész |
| 2017 | Chicago Typewriter              | Han Szedzsu / Szo Hüjong ( Han Se-ju / Seo Hwi-young) | tvN      |                 |
| 2021 | Út a pokol felé                 | Csong Dzsinszu (Jeong Jin-su)                         | Netflix  |                 |

### Varieté
| Év   | Cím                        | Csatorna | Megjegyzés  |
| ---- | -------------------------- | -------- | ----------- |
| 2005 | Sponge                     | KBS2     | 68. rész    |
| 2008 | Come to play               | MBC      | 219. rész   |
| 2009 | Ya Shim Man Man Season 2   | SBS      | 25. rész    |
| 2011 | Yoo Ah-in's Launch My Life | Mnet     | valóságshow |
| 2013 | Running Man                | SBS      | 164. rész   |
| 2014 | Wan-deuk who wants to Fly  | KBS1     | narrátor    |
| 2017 | June Story                 | KBS1     | narrátor    |

## Fordítás
- Ez a szócikk részben vagy egészben  a   Yoo Ah-in című angol Wikipédia-szócikk ezen változatának fordításán alapul.  Az eredeti cikk szerkesztőit annak laptörténete sorolja fel. Ez a jelzés csupán a megfogalmazás eredetét és a szerzői jogokat jelzi, nem szolgál a cikkben szereplő információk forrásmegjelöléseként.